# Alopoglossus buckleyi
Espèce
Synonymes
- Leposoma buckleyi O’Shaughnessy, 1881

Alopoglossus buckleyi est une espèce de sauriens de la famille des Gymnophthalmidae.

## Répartition
Cette espèce se rencontre en Amazonie entre 210 et 1 830 m d'altitude :
- en Colombie dans le département d'Amazonas ;
- dans l'est de l'Équateur ;
- au Pérou dans la région de Loreto ;
- au Brésil en Amazonas et en Acre.

Sa présence est incertaine en Bolivie.

## Étymologie
Cette espèce est nommée en l'honneur de Clarence Buckley (1839-1889).

## Publication originale
- O'Shaughnessy, 1881 : An account of the collection of lizards made by Mr. Buckley in Ecuador, and now in the British Museum, with descritions of the new species. Proceedings of the Zoological Society of London, vol. 1881, p. 227-245 (texte intégral).